# Celia Ponce de León
Celia Cuqui Ponce de León (La Habana, 9 de diciembre de 1916 - 4 de junio de 2009) fue una de las fundadoras de la televisión en Cuba y directora fundadora del grupo de Teatro Rita Montaner
Su primer contrato en la televisión fue en la Unión Radio Televisión, de Gaspar Pumarejo quien la contrató como jefa de programación. La Unión Radio Televisión ―integrada por Unión Radio y los canales 2 y 4― lanzó su primera señal televisiva el 24 de octubre de 1950.
En enero de 1951, Cuqui Ponce logró dirigir en televisión la primera pieza teatral en vivo, Scherzo escrita por Eduardo Manet con lo que se convirtió en la primera mujer productora y directora de televisión en Iberoamérica.

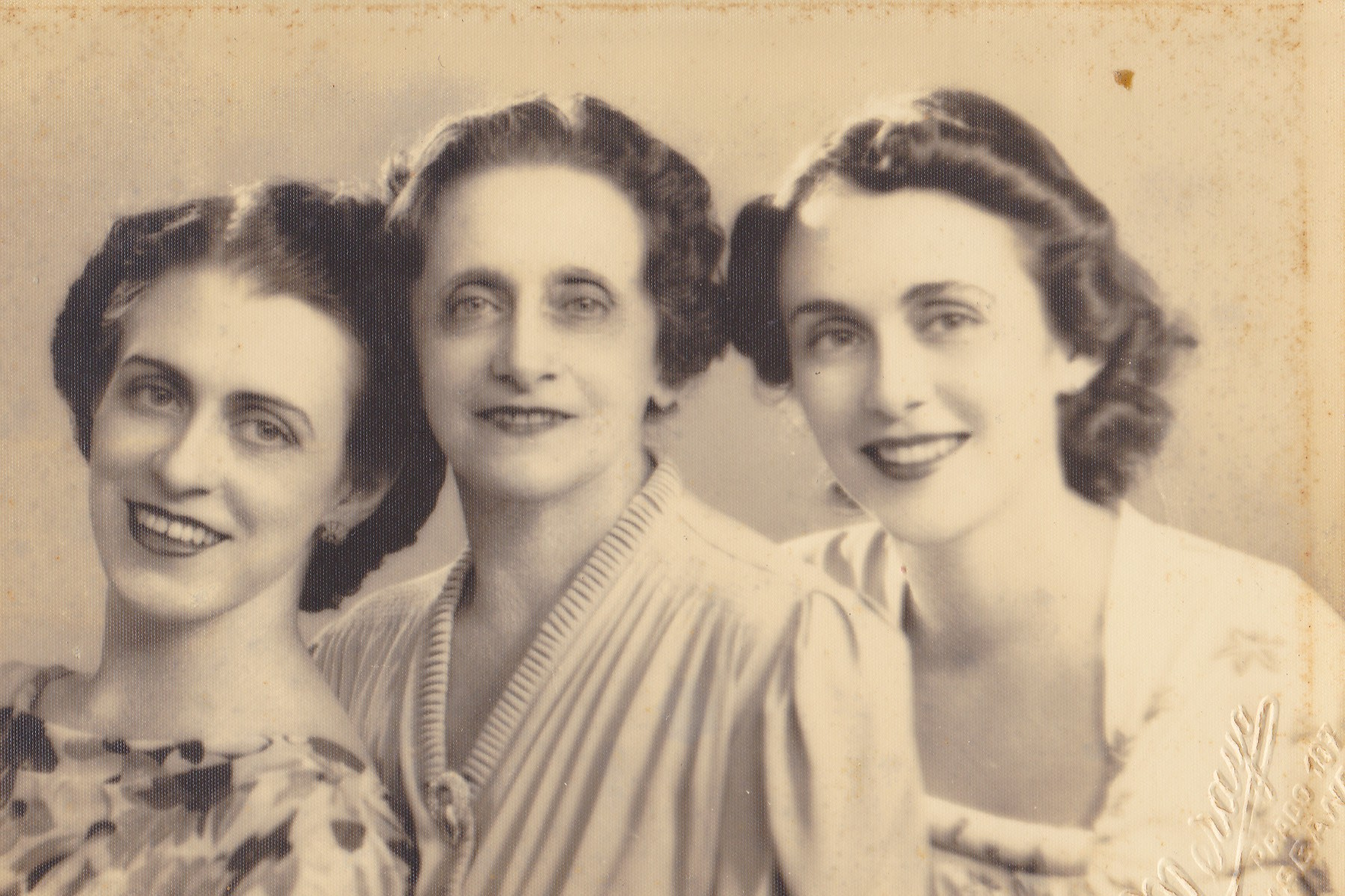
Matilde Ponce de León y Pérez del Castillo, Sarah Pérez del Castillo y Simoni y Celia Ponce de León y Pérez del Castillo.

## Apuntes biográficos
Celia Sara Ponce de León y Pérez del Castillo era descendiente del expedicionario español Juan Ponce de León, nieta del abogado, publicista y luchador independentista quien fuera también director del Archivo Nacional de Cuba Néstor Ponce de León y La Guardia y del ilustre Antonio Bachiller y Morales conocido como el Padre de Bibliografía cubana. Una de las dos hijas de Julio Ponce de León y de Sarah Pérez del Castillo y Simoni, sobrina nieta de Amalia Simoni, esposa del Mayor General Ignacio Agramonte y Loynaz.
Su primer matrimonio fue con Herman Upmann, el heredero de una fortuna tabacalera, sobrino de Hermann Dietrich Upmann, banquero alemán que fundó en Cuba la H. Upmann Tabacco Company. De este primer matrimonio nacieron sus dos hijas Celia Upmann Ponce de León y Sylvia Upmann Ponce de León, (Sylvia Munero).

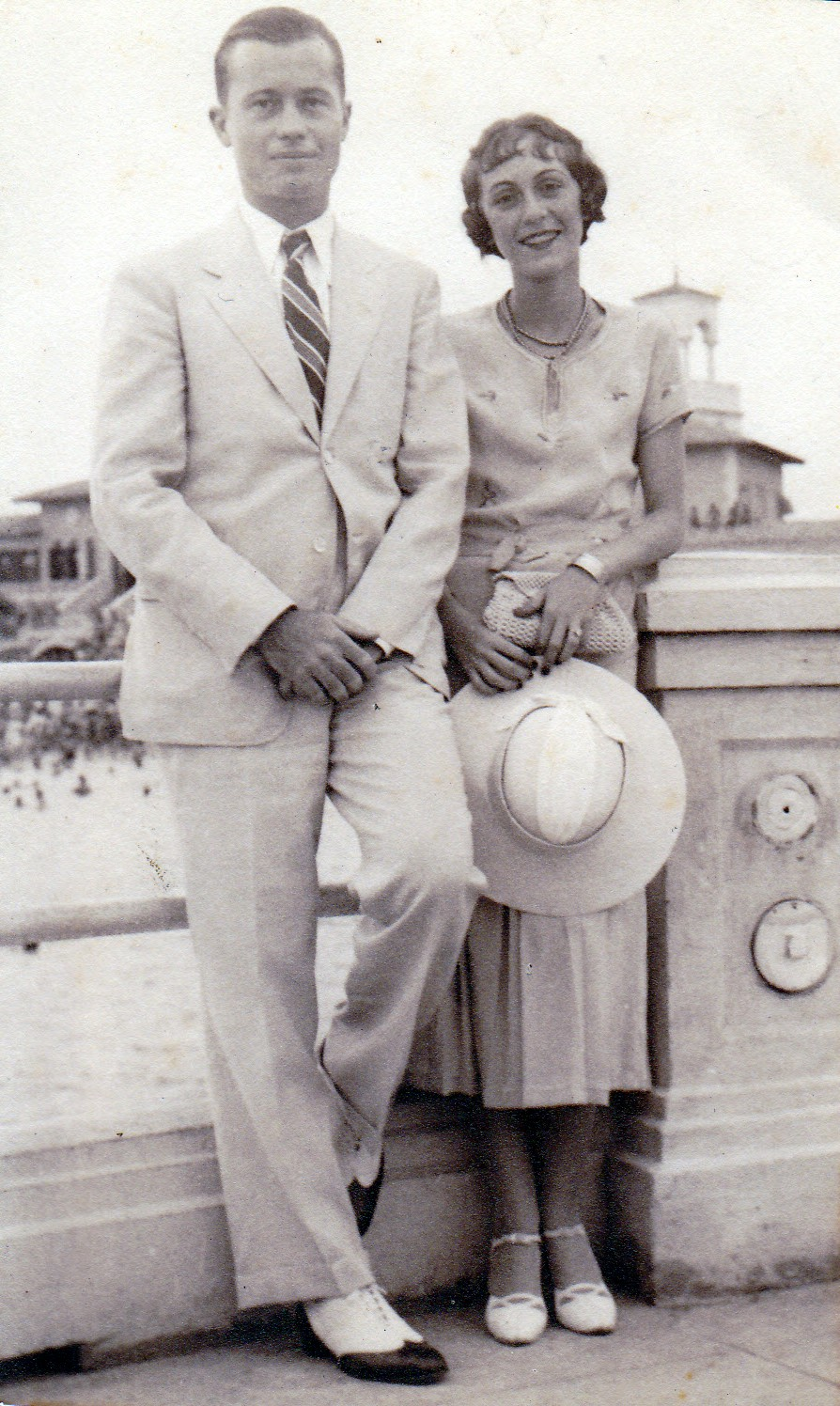
Herman Upmann and Cuqui Ponce de León en su luna de miel

Estudió en New York en la Academia de Erwin Piscator. En 1943 ya era directora en el Patronato del Teatro y ese mismo año presentó El qué dirán, original de Isabel Fernández de Amado Blanco. Comenzó a adaptar obras de teatro para la televisión cuando se unió a Unión Radio Televisión en 1952 y ese mismo año Cuqui logra también dirigir el programa Fotocrimen RCA Víctor, con libretos de Félix Pita Rodríguez. Era un programa detectivesco donde el público debía adivinar quién había cometido el delito y ganaba premios ofrecidos por el fabricante que auspiciaba el programa.
Recibió el Premio Talía del Patronato de Teatro por El loco del año, del escritor Rafael Suárez Solís a la mejor puesta en escena de la temporada anual 1946-1947. En 1957 sube a escena Lecho Nupcial de Jan Hartog con Carmen Montejo y Eduardo Egea y más tarde ese mismo año La Dama de las Camelias. En 1958 montó en la sala Hubert de Blanck Mujeres con María de los Ángeles Santana, Manela Bustamante y Raquel Olmedo.

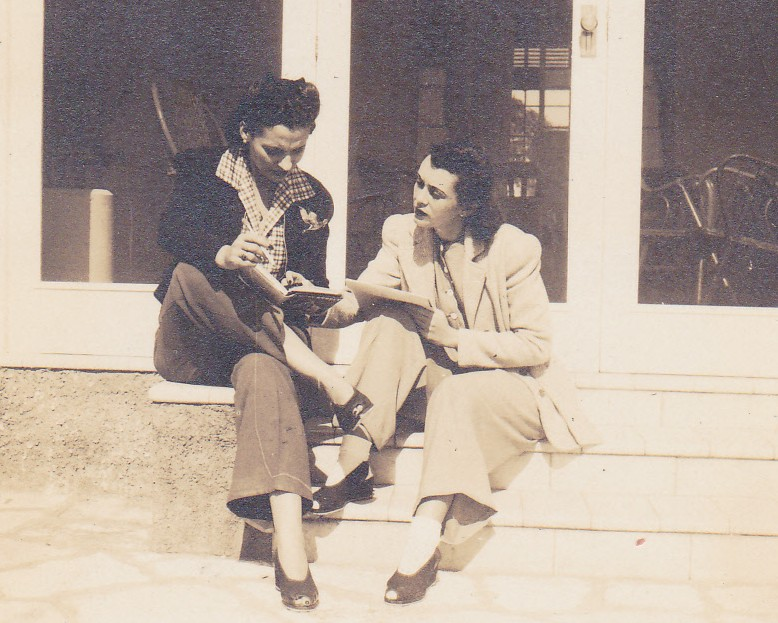
Isabel Fernández de Amado Blanco y Cuqui Ponce de León trabajando en un guion en la casa de San Miguel de los Baños.

En 1962 el Consejo de Cultura la nombra directora del Grupo Rita Montaner del que fue directora hasta 1968. Con el mismo estrena en el 1962 Propiedad Particular de Manuel Reguera Saumell, Sempronio, Ese Lunar, La Esquina Peligrosa, La Moral de la Sra. Dulska, El Hotel de Libre Cambio, Las Yaguas, de Maite Vera La Pérgola de las Flores" de Isidora Aguirre, Recuerdo a mamá, Hotel de libre cambio, Soledad para cuatro, El vals de toreador entre otras. Quizás la más recordada fue la novela El alma encantada de Romain Rolland protagonizada por Margarita Balboa.
Llevó a la pantalla chica muchísimas obras de teatro en el programa El Cuento y dirigió durante años el programa de entrevistas Conversando que conducía Mirella Latorre con guion de Ivette Vian.

## Dirección en el grupo de teatro Rita Montaner
- Propiedad particular (Manuel Regueras Saumell) 1962
- Las Yaguas (Maité Vera) 1964
- Un gallo para la IKU (José R. Brene).
- La moral de la señora Dulska (Gabriela Zopolska).
- Ese Lunar
- La Esquina Peligrosa
- La Moral de la Sra. Dulska
- Carnaval adentro, carnaval afuera
- El Hotel de Libre Cambio
- La Pérgola de las Flores" de Isidora Aguirre
- Recuerdo a mamá
- Soledad para cuatro
- El vals de toreador
- Sampronio.
- Hotel de libre cambio 1967
- III Festival de Teatro Latinoamericano (Casa de las Américas): Carnaval adentro, carnaval afuera.
- IV Festival de Teatro Latinoamericano (Casa de las Américas): La pérgola de las flores (Isidora Aguirre).
- V Festival de Teatro Latinoamericano (Casa de las Américas): Soledad.

## Dirección teatral
- Historia de un anillo, Habana	1967
- Escándalo en Puerto Santo, Habana	1967
- El vals de toreador, Habana 1966
- Soledad para cuatro, Habana 1965
- Heredarás el viento, Habana 1965
- La esquina peligrosa,	Habana 1965
- Arsénico y encaje, Habana	1964
- La pérgola de las flores,	Habana 1964
- Carnaval adentro, carnaval afuera, Habana 1963
- Recuerdo a mamá, Habana 1963
- Sempronio, Habana	1962
- Ese lunar, Habana	1962
- Escápate
- Mujeres con María Julia Casanova 1962
- Nacida ayer 1959
- Arsénico y encaje
- Carnaval afuera, carnaval adentro
- La esquina peligrosa, Sempronio,
- Ese lunar
- La pérgola de las flores
- El que dirán 1944[2]

## Programas en Unión Radio
- Un drama cada día
- Programa de cocina de Adriana Loredo.

## Programas de URTV
- Scherzo (Eduardo Manet).
- Dónde se hizo la cruz (Douglas Bronson).
- La imagen de otro (Félix Pita Rodríguez).
- La primera noche (Eduardo Manet).
- Redención (Leandro Blanco).
- La carta
- El pecado de ayer (Leandro Blanco).
- Mañana es una palabra (Nora Badías).
- Un empleado ideal
- En el sótano (Félix Pita Rodríguez).
- El regreso (Félix Pita Rodríguez).
- Remordimiento (Leandro Blanco).
- La emplazada(Leandro Blanco).
- Baby Hamilton
- La pata del mono (Leandro Blanco).
- Adaptación (María Julia Casanova).
- La mujer de tu prójimo (Leandro Blanco).
- Una cita de amor (Leandro Blanco).
- El alma de la toga (Leandro Blanco).
- Una voz (Luigi Pirandello).
- El despertar (Leandro Blanco).
- Accidente (Jorge Jiménez Rojo).
- Melodía oriental (Antonio Lloga).
- Sol de otoño (Leandro Blanco).
- El ladrón (Leandro Blanco).
- Encadenada (Leandro Blanco).
- En un lugar del mundo(Leandro Blanco).
- Un empleado ideal(Leandro Blanco).
- Juramento trágico(H. de Balzac).
- Mi hijo y tú (Sánchez Arcilla).
- La coartada (Félix Pita Rodríguez).
- El crimen de la mina (Félix Pita Rodríguez).
- El asesino (Félix Pita Rodríguez).
- Una lección de la vida
- En mi casa mando yo

## Programas en CMQ canal 6
- Programa Conversando (guionista Ivette Vian).
- Si no fuera por mamá (escribía Enrique Núñez Rodríguez).
- Teatro (Adaptaciones de teatro para la televisión). Entre otras:

- La querida de enramada (G. Fulleda).
- El tren amarillo (Gallich).
- Cuarto lleno de rosas (Edith Sommers).
- La voz
- La soñadora (Elmer Rice).
- Pigmalión (George Bernard Shaw).
- El hombre que nunca murió (Barrie Stavia).
- Variaciones en percusión (Jorge Díaz).
- Feria barroca y pregonero (Arturo Varda).
- Intimidad de una estrella (Clifford Odets).
- Aladino y la grabadora maravillosa (E. Núñez Jiménez).
- El Tío Enrique
- Te juro Juana
- La pérgola de las flores (Isidora Aguirre).
- Último acto (P. De la Torriente).
- El legado (Guy de Maupasant).
- La sentencia (Máximo Gorki).
- Los alfileres (Guy de Maupassant).
- Isabel va al baile

## Vinculación laboral
- Ministerio de Educación como inspectora auxiliar de inglés y luego como inspectora provincial de inglés - 1947-59
- Patronato del Teatro, asociación no lucrativa para despertar el interés por el teatro (Primero en el montaje de obras y luego en la dirección de obras de teatro). De 2 a 3 piezas por año - 1942-59
- Grupo ADAD (Traducción, dirección y montaje).
- Sala Thalia como directora - 1956-59
- Sala Hubert de Blanck como directora - 1956-60
- Unión Radio, conmo directora en un cuadro de comedias y dramas y con actores como Gina Cabrera, Roberto Garriga, Marcial Avellaneda, entre otros 1948
- Fundadora, jefa de programas y directora de programas dramáticos y culturales en el URTV, canal 4 - 1950
- Agencia Publicitaria Guastela, redactando textos y dirigiendo para radio - 1949-50
- Agencia publicitaria Godoy y Cross (dirigiendo programas en radio y TV en UR, URTV y CMQ) - 1950-55
- Ministerio de Educación como inspectora provincial de inglés - 1959
- Actriz en la película El Joven Rebelde - 1960
- Jefa de escena del grupo de danza de Ramiro Guerra en Teatro Nacional de Cuba. Gira por Europa y Unión Soviética - 1961
- Fundadora del Grupo Rita Montaner - 1962-65
- CMQ, canal 6. Directora de programas dramáticos, culturales e infantiles - 1969-89

## Principales reconocimientos
- Premio Talia del Patronato del Teatro por la direciión de "El loco del año" - 1947
- Premio ARTIC por la dirección de “Infamia” - 1955
- Premio Talía por la dirección de “Solo por Amor” - 1959
- Gran Premio Rita Montaner de la Revista Cinema. Diploma Honor. - 1961
- Directora Teatral más destacada por “Árboles sin Raíces”.
- Diploma por la labor de dirección del programa “Si no fuera por mamá”. Premio Girasol. Festival de Radio y TV. 1983
- Distinción por la Cultura Nacional
- Premio Nacional de la Radio y la Televisión - 2003[13]Min: 21:54
- Distinción Raúl Gómez García
- Medalla Pepe Prieto fundadora de las Milicias Nacionales Revolucionarias

## Medallas, distinciones, diplomas, certificaciones
- 1972 Reconocimiento del ICR por la labor en la formación de actores.
- 1979 Diploma del Palacio Central de Pioneros. Fundador.
- 1981 30 Aniversario del Instituto Cubano de Radio y TV. Fundador.
- 1980 XX Anivrsario del Movimiento de Artistas Aficionados.
- 1982 Delegada al III Congreso de la Uneac.
- 1982 Colaboración de 10 años. Parque Lenin.
- 1982 Medalla Raúl Gómez García a los 25 años de trabajo.
- 1987 Diploma del Sindicato Nacional de Trabajadores por la Cultura e ICRT.
- Orden Nacional del Sindicato del Arte. SINTAE
- 1987 Medalla del Instituto Cubano de Radio y TV. 25 años.
- 1987 y 1995 Diploma de Reconocimiento por su destacado aporte al desarrollo cultural cubano. Grupo Rita Montaner.
- 1987 Medalla por los 30 años de trabajo en TV.
- 1987 Diploma del SNTC y el ICRT por labor ininterrumpida de 20 años.
- 1988 Distinción por la cultura nacional. Ministerio de Cultura.
- 1988 Reconocimiento por el aporte al sector artístico dado por la Dirección Provincial de Cultura, la Agrupación de Teatro de La Habana y el Grupo Rita Montaner en el día Nacional de la Cultura en 1988.
- 1988 Diploma por aportes al adecuado funcionamiento a la instalaión pioneril (Palacio Central de Pioneros).
- 1990 Medalla 40 Aniversario de la TV cubana.
- 1992 Diploma dado por Video Mujer por la labor de comunicación, desarrollo de la imagen y presencia de la mujer en los medios audiovisuales.
- 1999 Diploma de Miembro de Mérito 1999 de la Uneac por actriz, directora de teatro, radio y TV, fundadora de la UNEAC, promotora cultural y sus indiscutibles aportes a la cultura nacional.
- 2000 Sello 50 Aniversario de la TV cubana.
- 2002 Certificado de practicante destacado. Laureado Sind. Nac. de trabajadores de la cultura.
- 2002 Teatro Nacional de Cuba. Reconocimiento por su valiosa labor teatral.
- Medalla por el 70 Aniversario del Museo de La Habana.